# Milrem Robotics
Milrem Robotics — основанная в Эстонии компания, разработчик робототехники, специализирующийся на беспилотных наземных транспортных средствах. Ныне является совместным предприятием Эстонии и ОАЭ.

## История
Компания Milrem Robotics была основана в 2013 году. Разработка первого беспилотного наземного транспортного средства (БНТС) началась в конце 2014 года. Первый БНТС THeMIS был представлен на выставке DSEI 2015 в Лондоне. Обновленный THeMIS был представлен на Международной конференции по технике обороны и безопасности 2019 года.
В июне 2021 года немецкая компания Krauss-Maffei Wegmann, входящая в состав французско-германского холдинга KNDS, приобрела около четверти акций Milrem Robotics.
В сентябре 2021 года Milrem Robotics объявил о сотрудничестве с Lumina Technology Partners (Lumina) в Канаде.
Согласно соглашению, Lumina будет продвигать продукцию Milrem Robotics как для государственных так и для коммерческих заказчиков в Канаде.
В феврале 2023 года стало известно, что компания EDGE Group PJSC со штаб-квартирой в Объединенных Арабских Эмиратах приобретает контрольный пакет в компании Milrem Robotics. Основатель Milrem Robotics Кулдар Вяэрси (эст. Kuldar Väärsi) сообщил, что после завершения сделки EDGE будет принадлежать доля участия в размере «немногим более 50%». Он добавил, что благодаря новому инвестору линейка продукции Milrem будет активно расширяться. По словам Вяэрси, через три-четыре года в Европе и всем мире начнутся большие закупки робототехники, и Milrem к этому готовится.

## Разработки

### Multiscope

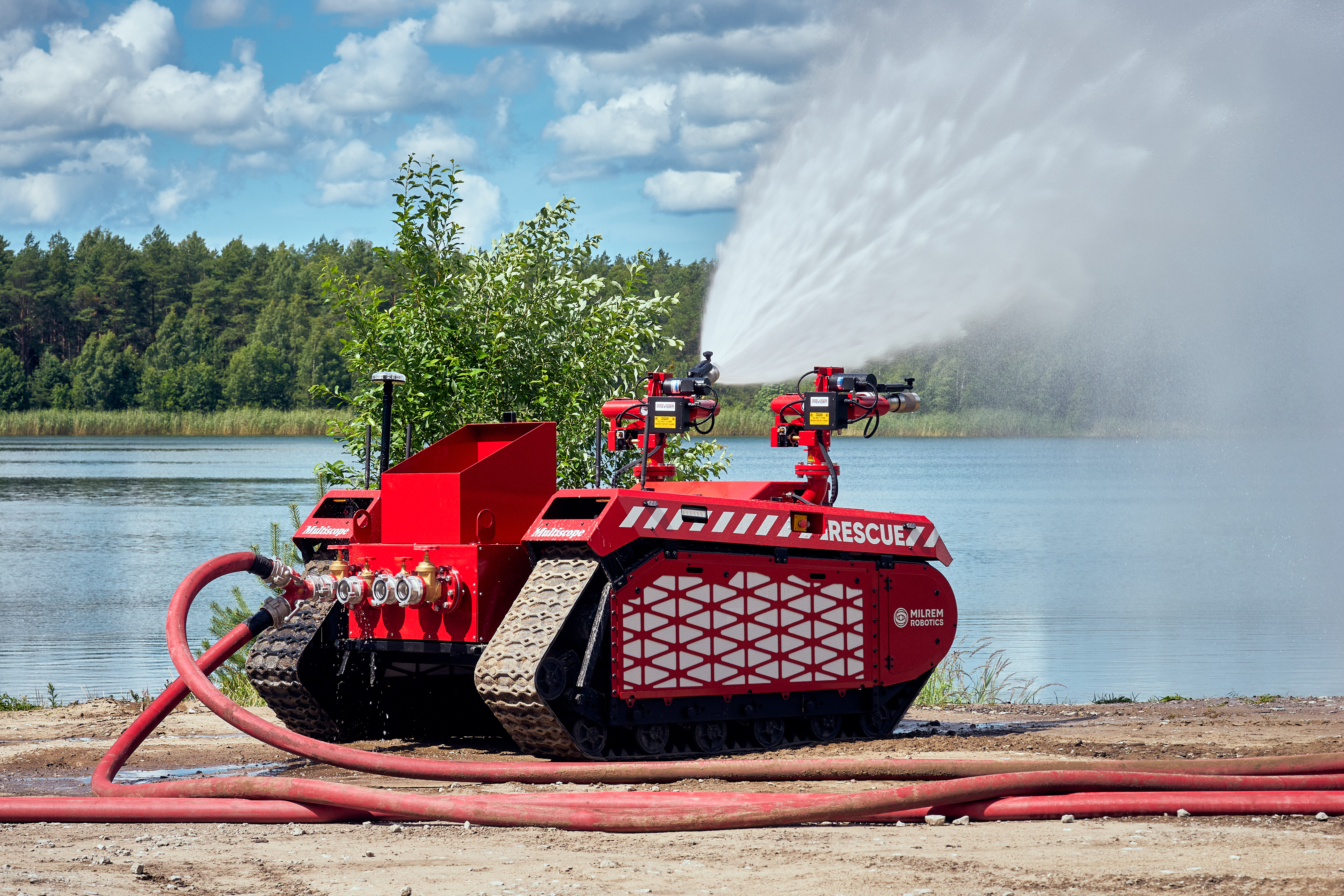
Наземный дрон Multiscope в пожарной версии

Эти беспилотные наземные платформы могут использоваться для решения различных задач, включая пожаротушение, транспорт и логистику, а также реагирование на чрезвычайные ситуации и мониторинг окружающей среды.

### THeMIS
THeMIS — это многоцелевое гусеничное транспортное средство, которое может быть оснащено различными боевыми системами.

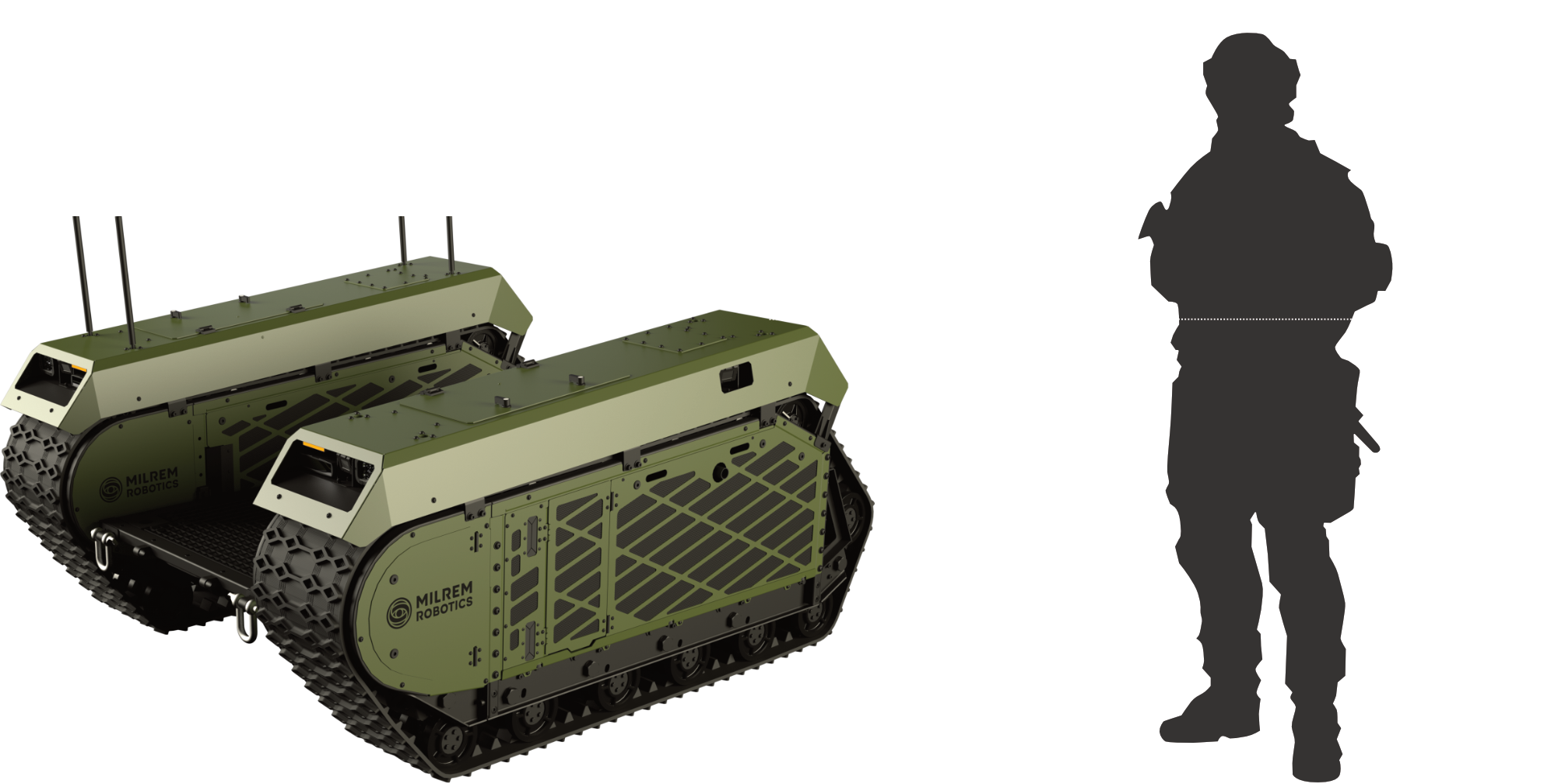
Многоцелевая гусеничная платформа THeMIS в сравнии с ростом человека

Робот оснащен камерами, позволяющими проверять опасные зоны, не подвергая опасности военных.
THeMIS управляется с помощью пульта дистанционного управления, но его можно запрограммировать на перемещение между разными точками, в будущем могут реализовать управление голосом.

### Type-X

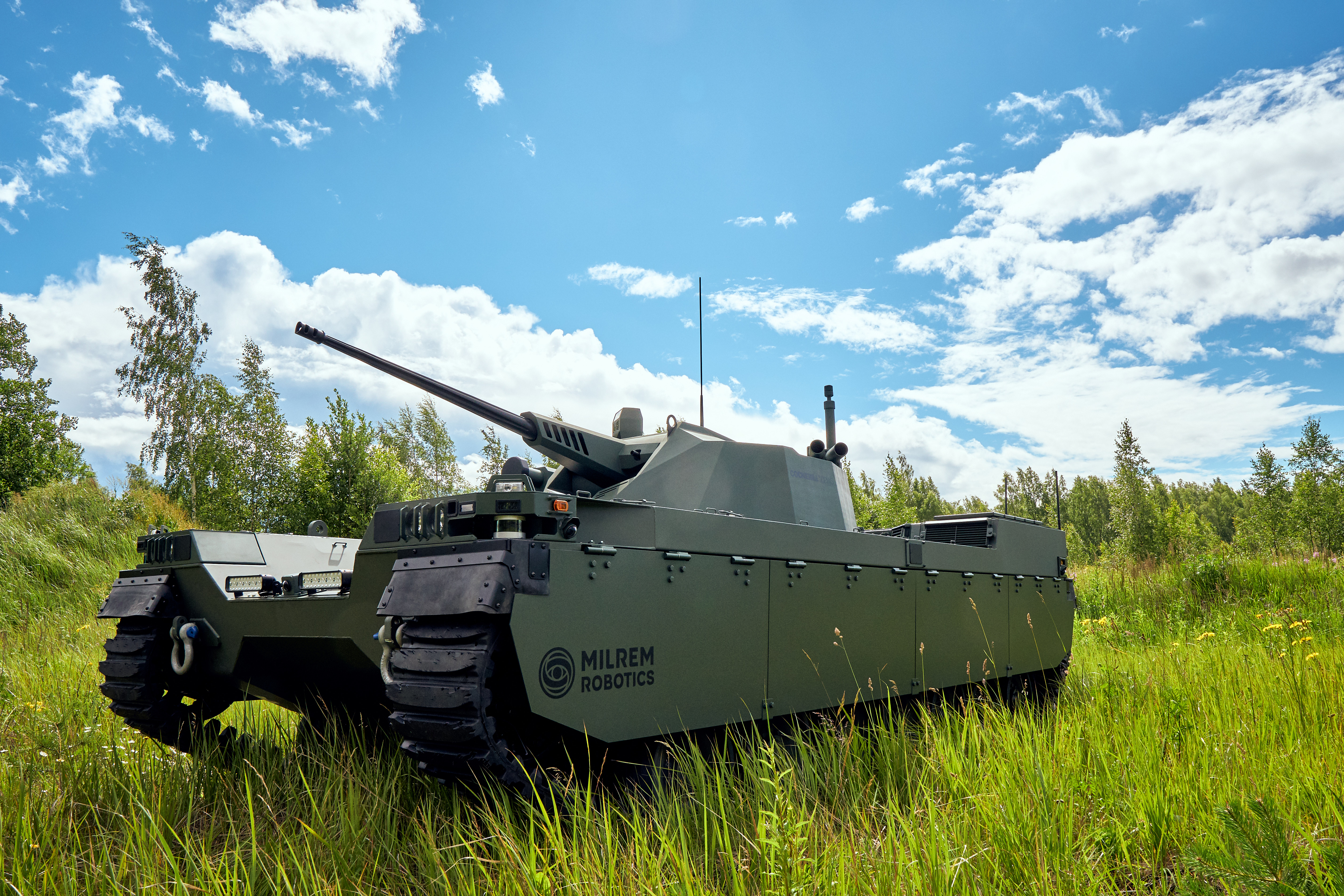
Беспилотная боевая платформа Type-X

О разработке беспилотного комплекса Type-X заявили в мае 2020 .
Конструкция Type-X обладает модульностью и гибкостью, позволяющей в будущем конфигурировать семейство машин для выполнения различных задач в виде взаимодействия с личным составом или полностью без экипажных боевых действий.
Масса боевой машины составит 12 тонн. Разработчики выбрали модульную концепцию: в качестве основного варианта полезной нагрузки выступает башня с 30-мм пушкой (возможна установка 50-мм пушки) и пулеметом калибра 7,62 мм.
Машина будет иметь гибридную дизель-электрическую силовую установку с размещением дизель-генератора и электродвигателей в кормовой части, а аккумуляторные батареи — в передней части.